# Gornje Dubrave
Gornje Dubrave je naselje u Republici Hrvatskoj, u sastavu Grada Ogulina, Karlovačka županija. Nalaze se oko 10 km od tzv. Jozefinske ceste koja povezuje Dugu Resu sa Senjom. Kroz mjesto prolazi željeznička pruga koja spaja Zagreb i Rijeku. Najbliži grad je Ogulin koji je udaljen oko 20 km, dok do Karlovca ima oko 40 km.
U mjestu se nalazi osnovna škola koja je zatvorena krajem 60-tih godina 20. st. Također se u mjestu nalazi i pravoslavna crkva Sv. Petke koja je sagrađena 1730.g. a obnovljena 70-tih godina prošlog stoljeća.
Zaseoci Gornjih Dubrava su Višnjić Brdo, Perići, Janjani, Mikašinovići, Kaluđerovići, Jusići, Tutorovići, Karapandže, Šepelji, Panjići, Kukići, Vucelići, Škerići, Rebić Glavica, Barići i Mišćevići. Željeznička stanica je u zaseoku Višnjić Brdo, a odmorište „Dobra“ na autocesti A1 pored zaseoka Karapandže.

## Stanovništvo
Prema popisu stanovništva iz 2001. godine, naselje je imalo 119 stanovnika te 55 obiteljskih kućanstava.
| broj stanovnika | 1766  | 1907  | 1145  | 872   | 851   | 786   | 687   | 816   | 430   | 432   | 349   | 287   | 211   | 147   | 119   | 90    | 63    |
|                 | 1857. | 1869. | 1880. | 1890. | 1900. | 1910. | 1921. | 1931. | 1948. | 1953. | 1961. | 1971. | 1981. | 1991. | 2001. | 2011. | 2021. |

## Povijest
Prostor koji je bio pust, naseljen je kroz 17. i 18. stoljeće pravoslavnim stanovništvom pretežno iz Bosne koja je tada bila pod turskom okupacijom. 1641. dolaze prve skupine s turske strane Korane, a 1658. Vuk Mandić dovodi doseljenike s Usore. Ispočetka, svi su bili kmetovi Frankopana do 1672.  kada posredovanjem grofa Herbersteina postaju slobodnjaci s povlasticama carskih vojnika kakve su dobili raniji uskoci. Muškarci su većinom bili vojnici. U vrijeme Vojne krajine u G.D. nalazilo se sjedište 12. Dubravske kumpanije.

## Znamenitosti i zanimljivosti
Kroz Gornje Dubrave protječu rijeke Dobra i Bistrica. Bistrica se ulijeva u Dobru na tzv. Sastavcima. Sastavci su također i atrakcija za raftere koji se spuštaju niz Dobru.

S druge strane je potok Globornica koji dijeli Gornje od Donjih Dubrava.

U kanjonu Bistraca je spilja Zala ili Mikašinovića pećina, ovdje je 1977. prvi put otkrivena jedinstvena i endemična ogulinska spužvica (Eunapius subterraneus), a pećina se pokazala i kao nalazište najstarijih kamenodobnih artefakata u Karlovačkoj županiji datiranih u zadnje ledeno doba.

## Poznate osobe
- Ljubo Batalo, hrv. košarkaš i košarkaški dužnosnik[10]